# تسویوشی واتانابه
تسویوشی واتانابه (انگلیسی: Tsuyoshi Watanabe؛ زادهٔ ۵ فوریهٔ ۱۹۹۷) بازیکن فوتبال است.که در باشگاه فوتبال خنت بلژیک در پست مدافع بازی می‌کند.